# Atienza (kommun)
Atienza är en kommun i Spanien.   Den ligger i provinsen Provincia de Guadalajara och regionen Kastilien-La Mancha, i den centrala delen av landet, 110 km nordost om huvudstaden Madrid. Antalet invånare är 498.